# Гото, Генрих
Генрих Гото (нем. Heinrich Gotho; настоящее имя — Генрих Готтесман (нем. Heinrich Gottesmann); 3 мая 1872, Долина, Цислейтания — 28 августа 1938, Берлин[…]) — австрийский актёр, известный своими ролями в фильмах «Корабль потерянных людей», «Женщина на Луне» и «Завещание доктора Мабузе».

## Биография
Генрих Гото (урожденный Генрих Готтесман) родился в Долине, Галиция, входившую в Австро-Венгрию. Учился актёрскому мастерству в Вене. Начал свою карьеру в 1890 году в Литомержице, далее выступал в городах Опава, Любляна и Мерано. Во время сезона 1899/1900 годов в Либерце он принял сценическое имя Генрих Гото. Выступал в Бельско-Бяла, Ческе-Будейовице и Опатия.
В 1907 году Генрих Гото перебрался в Вену, где играл в Венском ансамбле, в 1908 году в Германию, где играл в Айслебене и Эльберфельде (1909). Как театральный актёр он утвердился на берлинской сцене в 1911 году.
Его первый кинодебют состоялся в 1912 году в фильме «Марка Маврикий». После встречи с австрийско-немецко-американским кинорежиссёром Фрицем Лангом принял участие в нескольких его фильмах, играя небольшие роли, но играл также в фильмах других режиссёров. После прихода к власти Адольфа Гитлера был вынужден закончить карьеру в 1933 году, из-за своего происхождения.